# 赤穂市立田淵記念館

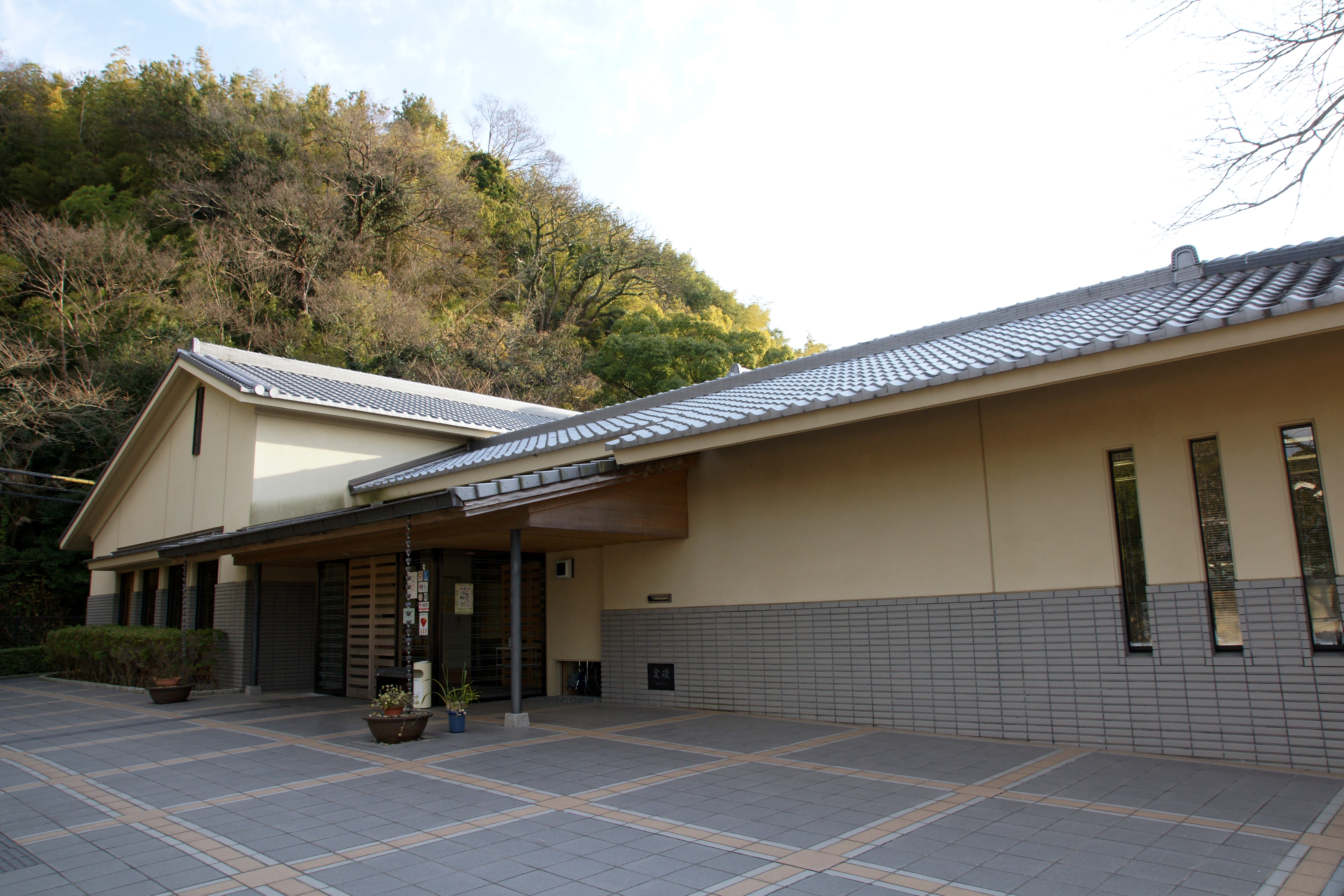
玄関

赤穂市立美術工芸館 田淵記念館（あこうしりつびじゅつこうげいかん たぶちきねんかん）は兵庫県赤穂市御崎にある美術館。
1994年、江戸時代初期より「川口屋」の称号で塩田、塩問屋、大名貸などを営んできた田淵家より赤穂市に寄贈された茶道具、日本画、書を中心とする美術工芸品、古文書等の保存と公開を主たる目的に1997年に開設された。
隣地にある田淵氏庭園は、国の名勝に指定されている。

## 主な所蔵品
- 伝良純法親王筆　源氏物語五十四帖
- 大名物丸屋文琳茶入
- 呉須赤絵水指
- 粉引茶碗　銘「玉兎」

## 所在地
- 〒678-0215 兵庫県赤穂市御崎314-10

## 交通アクセス
- JR播州赤穂駅からウエスト神姫 「保養センター」行15分、「川口町東停留所」下車すぐ

## 周辺情報
- 赤穂城跡（国の史跡）
  - 本丸庭園・二之丸庭園（国の名勝）
- 赤穂御崎（瀬戸内海国立公園、日本の夕陽百選）
  - 赤穂温泉
  - 福浦海水浴場
- 兵庫県立赤穂海浜公園
- 赤穂市立海洋科学館
- 赤穂市立歴史博物館
- 赤穂市立民俗資料館
- 伊和都比売神社
- 赤穂大石神社
  - 義士宝物殿
  - 大石邸長屋門
  - 大石邸庭園
- 花岳寺（義士宝物館）
- たでのはな美術館 （版画専門の私設美術館）